# محمد صدقي عياش
محمد صدقي عياش (ولد عام 1925) شاعر بحريني من أصول أردنية فلسطينية. كتب النشيد الوطني البحريني بحريننا المستخدم من استقلال البحرين في عام 1971 حتى عام 2002 عندما تم تغييره نتيجة لتحول الإمارة إلى مملكة.

## الكلمات
بحريننا
بلد الأمان
وطن الكرام
يحمي حماها أميرنا الهمام
قامت على هدي الرسالة والعدالة والسلام
عاشت دولة البحرين